# مشعل حراري

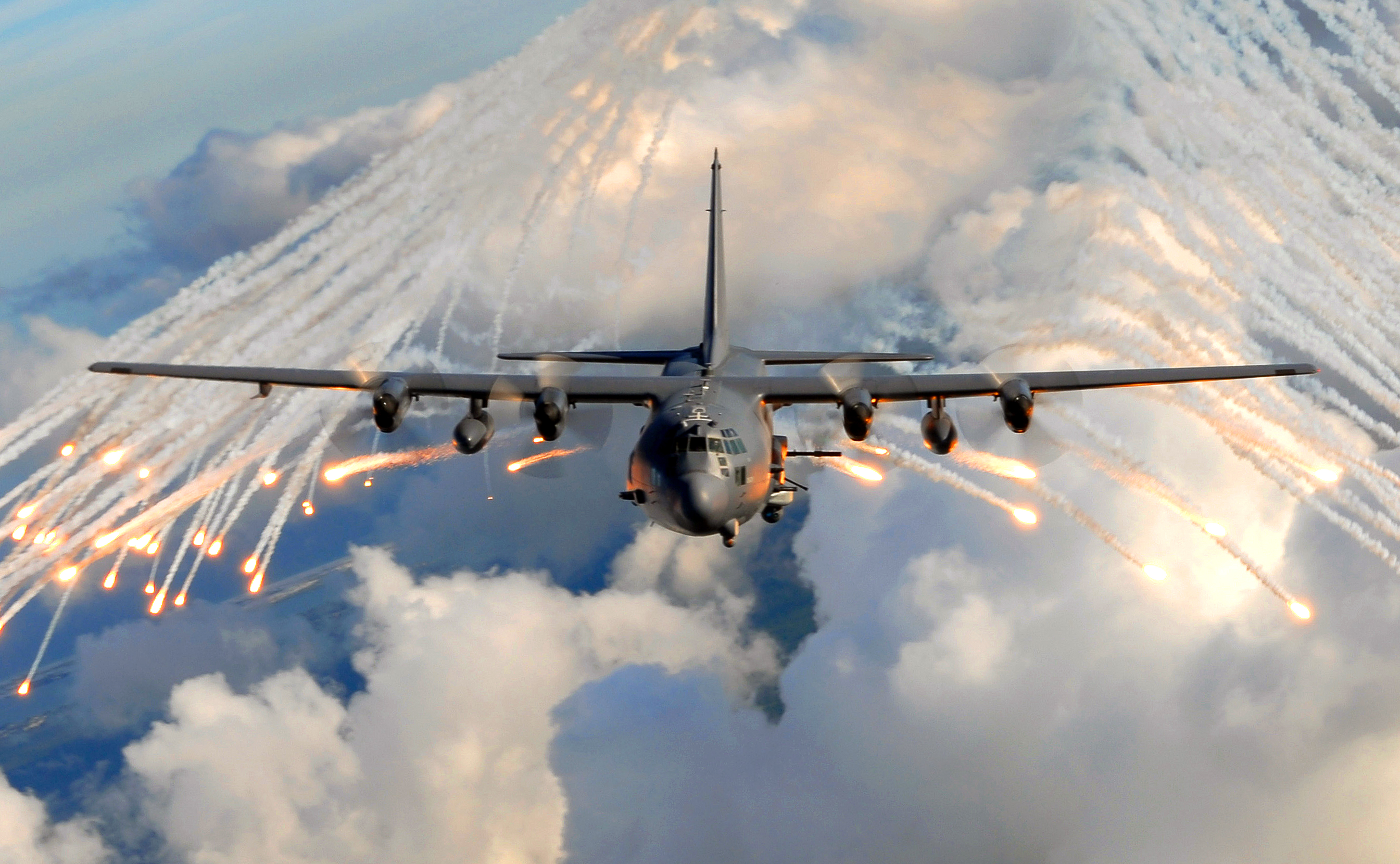
طائرة لوكهيد إيه سي-130 تطلق المشاعل الحرارية.

مشعل حراري أو مضيئة (بالإنجليزية: flare)‏ هو مضاد جوي للأشعة تحت الحمراء، والتي تستخدمها طائرة أو مروحية للدفاع عن نفسها من صاروخ «باحث عن الحرارة» وموجه بالأشعة تحت الحمراء، سواء كان صاروخ أرض-جو أو صاروخ جو جو.  وتتكون عادة المشاعل من مواد متوهجة معتمدة على المغنيسيوم أو أي معدن آخر حارق ساخن، مع درجة حرارة احتراق مساوية أو أكثر سخونة من عادم محرك الطائرة. والهدف هو جعل صواريخ الأشعة تحت الحمراء الموجهة تسعى إلى ملاحقة الحرارة الصادرة من التوهج بدلا من محركات الطائرة.

## اقرأ أيضاً
- مادة متوهجة